# Парламентские выборы в Швейцарии (1887)

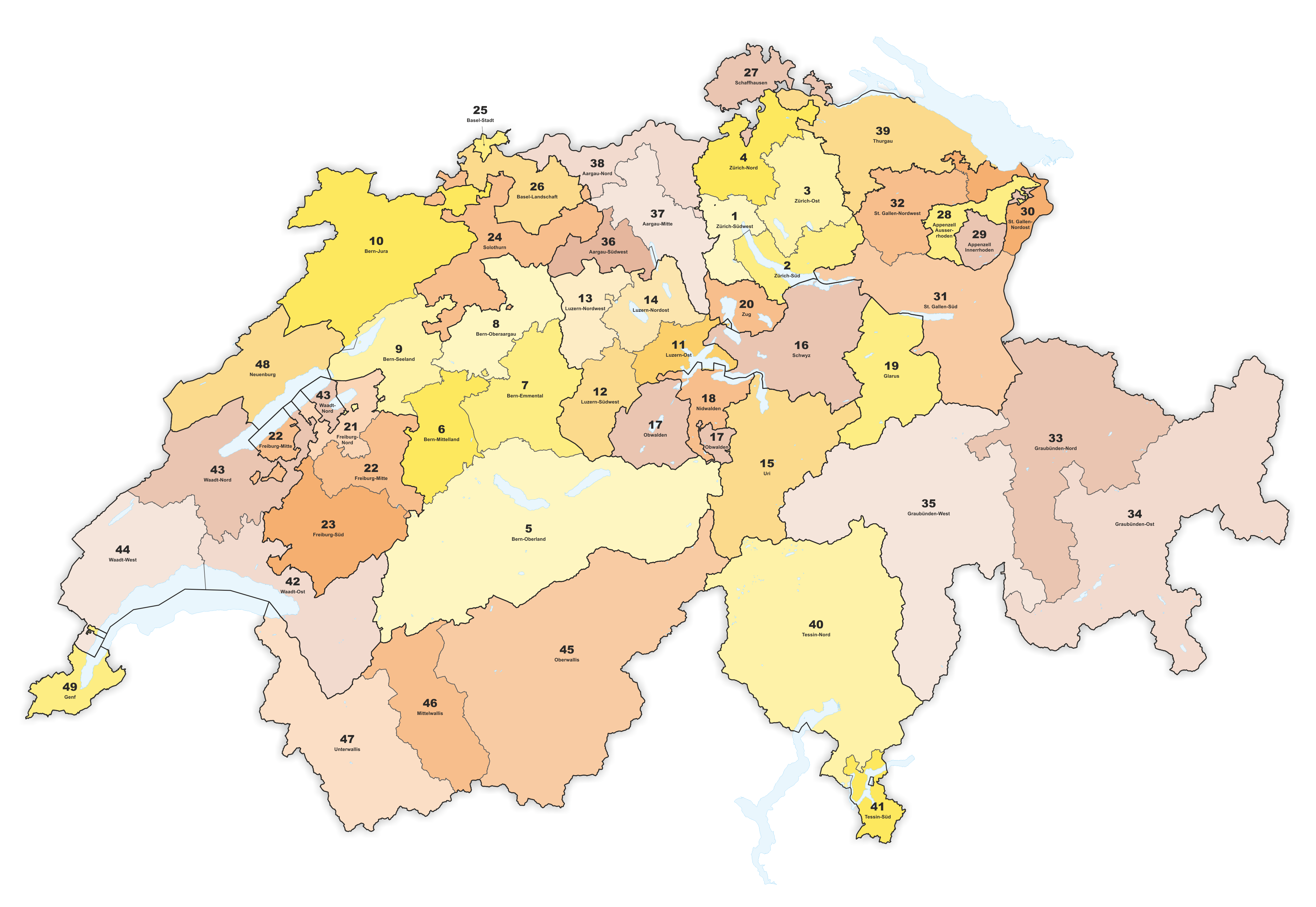
Карта Швейцарии, разделённая на 49 избирательных округов (1881—1887).

Парламентские выборы в Швейцарии проходили 30 октября 1887 года. Радикально-левая партия сохранила абсолютное большинство в парламенте, получив 73 из 145 мест Национального совета.

## Избирательная система
145 депутатов Национального совета избирались в 49 одно- и многомандатных округах. Распределение мандатов было пропорционально населению: одно место парламента на 20 тыс. граждан<. 
Голосование проводилось по системе в три тура. В первом и втором туре для избрания кандидат должен был набрать абсолютное большинство голосов, в третьем туре достаточно было простого большинства. Каждый последующий тур проводился после исключения кандидата, набравшего наименьшее число голосов. 

## Результаты

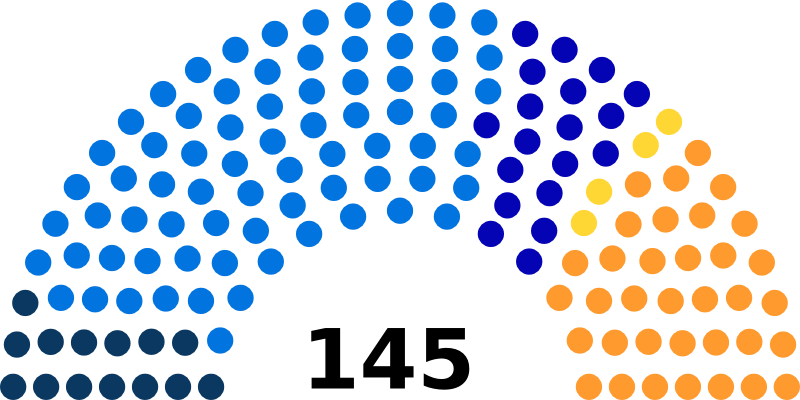
Распределение мест в Национальном совете (1887).

Наивысшая явка была зарегистрирована в кантоне с обязательным голосованием Шаффхаузен, где она составила 95,5 %. В кантоне Цуг явка оказалась наименьшей (18,5 %).
|  | Партия                               | Голосов | %    | Мест | +/– |
|  | Радикально-левые                     |         | 40,2 | 73   | –1  |
|  | Католические правые                  |         | 28,3 | 35   | –2  |
|  | Либеральные центристы                |         | 15,9 | 19   | +1  |
|  | Демократическая группа               |         | 9,4  | 14   | –1  |
|  | Правые евангелисты                   |         | 3,4  | 4    | +3  |
|  | Социалисты                           |         | 1,3  | 0    | 0   |
|  | Независимые                          |         | 1,5  | 0    | 0   |
|  | Всего                                | 359 317 | 100  | 145  | 0   |
|  | Зарегистрированных избирателей/ Явка | 649 229 | 55,3 | –    | –   |
|  | Источник: BFS                        |         |      |      |     |